# 让-皮埃尔·巴利冈

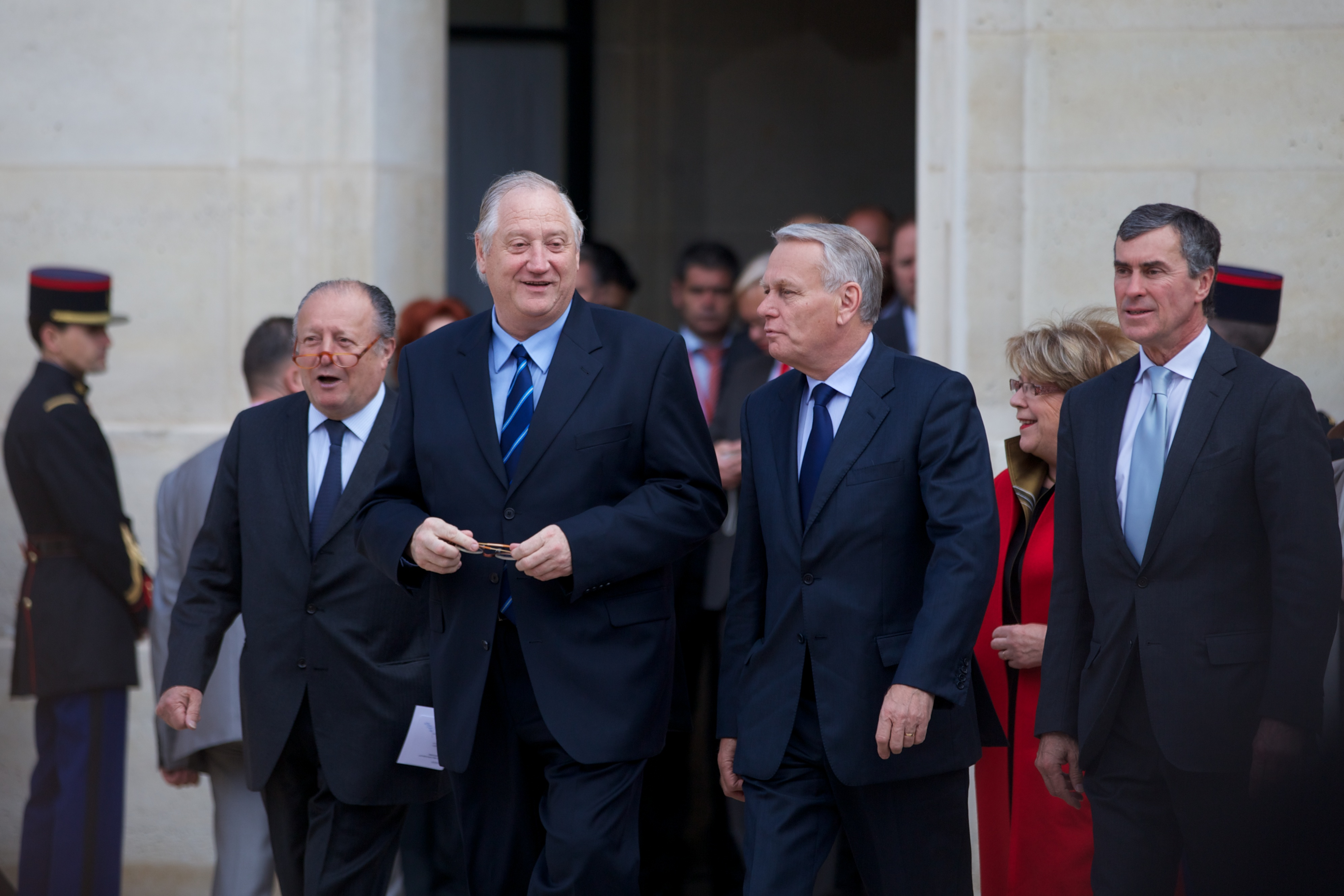
巴利冈先生（中間高個兒，其左側為法國現任總理埃厚）

让-皮埃尔·巴利冈（法語：Jean-Pierre Balligand，發音：[ʒɑ̃ pjɛʁ baliɡɑ̃]；1950年5月30日—），法国政治家，社会党议员，埃纳省拉讷维尔莱多朗人。
自1981年起至2012年6月，一直连任国民议会议员，始终在波旁宫参与法国法律及政策的讨论和制定。1986年4月至1987年4月任法国国民议会秘书长。2010年至2011年任法國國民議會副議長。
自1983年至今，一直兼任埃纳省地区首府韦尔万市市长。1979至1997年任埃纳省议会委员，1998年至2001年任埃纳省省长，2002年至2004年任埃纳省议会委员。
2012年11月12日被任命為邮政银行指導委員會主席。
2013年元月1日被授予法國榮譽勳位騎士勳章。